# Sanza
Sanza – miejscowość i gmina we Włoszech, w regionie Kampania, w prowincji Salerno.
Według danych na rok 2004 gminę zamieszkiwało 3007 osób, 23,9 os./km².